# Серніо
Серніо (італ. Sernio) — муніципалітет в Італії, у регіоні Ломбардія,  провінція Сондріо.
Серніо розташоване на відстані близько 520 км на північ від Рима, 115 км на північний схід від Мілана, 27 км на схід від Сондріо.
Населення — 498 осіб (2014).
Щорічний фестиваль відбувається 26 вересня. Покровитель — Св. Косма і Даміан.

## Демографія
Населення за роками:

Станом на 1 січня 2023 року в муніципалітеті офіційно проживало 15 іноземців з 6 країн, серед них 3 громадяни країн Євросоюзу та 3 громадяни України.

## Сусідні муніципалітети
- Кортено-Гольджі
- Едоло
- Ловеро
- Тірано
- Вервіо